# Рольям'єнта
Рольям'єнта (ісп. Rollamienta) — муніципалітет в Іспанії, у складі автономної спільноти Кастилія-і-Леон, у провінції Сорія. Населення — 43 особи (2010).
Муніципалітет розташований на відстані близько 190 км на північний схід від Мадрида, 19 км на північ від Сорії.

## Демографія
Динаміка населення (INE ):

## Галерея зображень

Розташування муніципалітету Рольям'єнта